# Piotr Chomik
Piotr Chomik (ur. 11 czerwca 1965 w Białymstoku) – polski historyk dziejów Kościoła prawosławnego w Rzeczypospolitej, dr hab., profesor Uniwersytetu w Białymstoku.

## Życiorys
Absolwent Chrześcijańskiej Akademii Teologicznej w Warszawie (1994). Doktorat (2002 – Kult ikon Matki Bożej w Kościołach wschodnich na obszarze Wielkiego Księstwa Litewskiego w XVI-XVIII wieku; promotor: Antoni Mironowicz) i habilitacja (2013 – Życie monastyczne w Wielkim Księstwie Litewskim w XVI wieku) na Uniwersytecie w Białymstoku. Główne zainteresowania badawcze to dzieje i kultura Kościoła prawosławnego w Rzeczypospolitej, dzieje Kościoła prawosławnego w Polsce po II wojnie światowej, narody i religie w obszarze postradzieckim oraz we współczesnych relacjach międzynarodowych.

## Wybrane publikacje
- (redakcja) Kościół prawosławny w dziejach Rzeczypospolitej i krajów sąsiednich, red. naukowa Piotr Chomik, Białystok: Zakład Historii Kultur Pogranicza Instytutu Socjologii Uniwersytetu w Białymstoku – Kancelaria Prawosławnego Biskupa Białostockiego i Gdańskiego 2000.
- (redakcja) Życie monastyczne w Rzeczypospolitej, pod red. nauk. Antoniego Mironowicza, Urszuli Pawluczuk, Piotra Chomika, Białystok: Zakład Historii Kultur Pogranicza Instytutu Socjologii Uniwersytetu w Białymstoku – Bractwo Prawosławne św. św. Cyryla i Metodego 2001.
- (redakcja) Szkolnictwo prawosławne w Rzeczypospolitej, pod red. nauk. Antoniego Mironowicza, Urszuli Pawluczuk, Piotra Chomika, Białystok: Zakład Historii Kultur Pogranicza Instytutu Socjologii Uniwersytetu w Białymstoku – Bractwo Prawosławne św. św. Cyryla i Metodego 2002.
- Kult ikon Matki Bożej w Wielkim Księstwie Litewskim w XVI-XVIII wieku, Białystok: Wydział Historyczno-Socjologiczny Uniwersytetu w Białymstoku. Instytut Socjologii 2003.
- (redakcja) „Pokazanie Cerkwie prawdziwej...”: studia nad dziejami i kulturą Kościoła prawosławnego w Rzeczypospolitej, pod red. nauk. Piotra Chomika, Białystok: Libra Wydawnictwo i Drukarnia PPHU 2004.
- (redakcja) Prawosławne oficyny wydawnicze w Rzeczypospolitej, pod red. Antoniego Mironowicza, Urszuli Pawluczuk i Piotra Chomika, Białystok: Instytut Historii Uniwersytetu w Białymstoku 2004.
- (redakcja) Autokefalie Kościoła prawosławnego w Polsce, red. nauk. Antoni Mironowicz, Urszula Pawluczuk, Piotr Chomik, Białystok: Wydawnictwo Uniwersytetu w Białymstoku 2006.
- Kupiatycka ikona Matki Bożej: historia i literatura, oprac. i do dr. podał Piotr Chomik, Białystok: Białoruskie Towarzystwo Historyczne 2008.
- Cerkiew prawosławna w Polsce i krajach sąsiednich: od przeszłości do współczesnych problemów bezpieczeństwa, Białystok: Instytut Historii i Nauk Politycznych Uniwersytetu w Białymstoku 2015.